# マリー＝アンヌ・ド・ポルテュガル
マリー＝アンヌ・ド・ポルテュガル（Marie-Anne de PortugalまたはMarie-Anne de Bragance, 1861年7月13日 - 1942年7月31日）は、ルクセンブルク大公ギヨーム4世の妃。ポルトガルの廃王ミゲル1世と妃アーデルハイトの娘として、ブロンバッハで生まれた。ポルトガル語名マリア・アナ・デ・ブラガンサ（Maria Ana de Bragança）。

## 生涯
1893年6月21日、ギヨームと結婚した。プロテスタントであったギヨームはこの結婚を境にカトリックとなり、以後の大公たちはカトリックとして教育されることになった。6女をもうけたが、当時ルクセンブルク大公位は男子でなければ継げないとされていたため、継承法が改正され女性君主が認められた。
- マリー＝アデライード（1894年 - 1924年） - ルクセンブルク大公。1919年に退位後、修道女となった。
- シャルロット（1896年 - 1985年） - ルクセンブルク大公。
- イルダ（1897年 - 1979年） - シュヴァルツェンベルク公アドルフの妻。
- アントニア（1899年 - 1954年） - バイエルン王太子ループレヒトの2度目の妃。
- エリザベート（1901年 - 1950年） - トゥルン・ウント・タクシス侯子ルートヴィヒ・フィリップの妻。
- ソフィー（1902年 - 1941年） - ザクセン王子エルンスト・ハインリヒの妻。

マリー＝アンヌは、夫ギヨームが病床に伏していた1908年から1912年までと、1912年の約4ヶ月間に摂政を務めた。
第二次世界大戦で、ルクセンブルク全域がドイツ軍支配下に置かれると、大公一家はイギリスに亡命、戦禍を避けてマリー＝アンヌはアメリカ合衆国へ渡った。1942年、病のためニューヨークで死去した。